# Зелёный (Гомельская область)
Зелёный (бел. Зялёны; до 30 июля 1964 года Старая Жезленка) — упразднённый посёлок в Чеботовичском сельсовете Буда-Кошелёвского района Гомельской области Белоруссии.

## География

### Расположение
В 21 км на юго-запад от районного центра и железнодорожной станции Буда-Кошелёвская (на линии Жлобин — Гомель), 49 км от Гомеля.

## Транспортная сеть
Транспортные связи по просёлочной, затем автомобильной дороге Жлобин — Гомель. Планировка состоит из прямолинейной, близкой к меридиональной ориентации улицы и застроенной деревянными домами усадебного типа.

## История
Основан в XIX веке как деревня Жезленка, которая позже разделилась на две: Старая Жезленка и Новая Жезленка. В 1929 году организован колхоз. В 1959 году в составе совхоза «Чеботовичи» (центр — деревня Чеботовичи).

## Население

### Численность
- 1999 год — 37 хозяйств, 51 житель.

### Динамика
- 1959 год — 28 жителей (согласно переписи).
- 1999 год — 37 хозяйств, 51 житель.